# Krzyż prawosławny

Krzyż prawosławny

Krzyż prawosławny – w prawosławiu najbardziej rozpowszechniony jest krzyż o ośmiu końcach. Takie przedstawienie zgodne jest z najstarszą tradycją, uważaną za najbardziej autentyczną zarówno przez kościoły wschodnie, jak i zachodnie. Na zachodzie krzyż ten nazywany jest często krzyżem słowiańskim, ponieważ używany jest on w Cerkwiach słowiańskich, podczas gdy pozostałe Cerkwie prawosławne posługują się symbolem krzyża greckiego. Ten nazywany jest krzyżem bizantyjskim lub krzyżem rosyjskim.

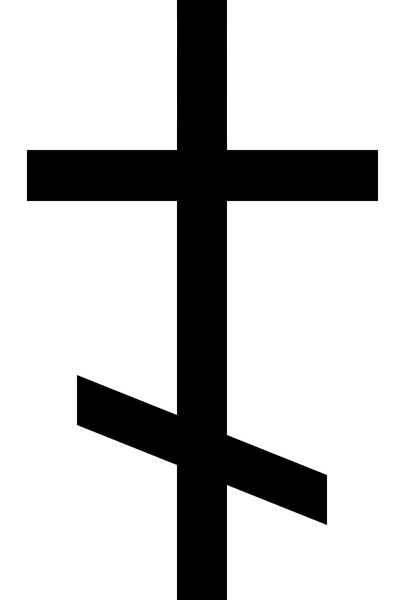
Rosyjska odmiana krzyża prawosławnego

Ten krzyż jest symbolem Rosyjskiego Kościoła Prawosławnego.

## Budowa
Na osi wertykalnej znajdują się trzy belki poprzeczne:
- górna – oznacza tabliczkę (filakterium) z napisem, który do krzyża kazał przybić Piłat, wskazującym na winę skazanego: Jezus Nazarejczyk Król Żydowski.
- środkowa – dla rąk ukrzyżowanego Chrystusa
- dolna – belka pod nogi Chrystusa (łac. suppedaneum) – inaczej niż w tradycji katolickiej, nogi Chrystusa przebite są nie jednym gwoździem lecz dwoma – każda noga oddzielnie. Jeden koniec dolnej belki jest podniesiony. Ten koniec pokazuje na niebo, dokąd udał się Dobry Łotr, ukrzyżowany razem z Chrystusem. Drugi koniec – opuszczony – wskazuje na piekło, miejsce dla drugiego łotra, który nie wyraził skruchy.[potrzebny przypis]

Pod krzyżem czasem jest umieszczany wizerunek czaszki. Ma być to czaszka Adama, który według źródeł apokryficznych (Ewangelia Nikodema i Życie Adama i Ewy) miał być pochowany pod Golgotą – Miejscem Czaszki. Szczegół ten służy uwypukleniu dogmatycznego znaczenia Ukrzyżowania: odkupienie pierwszego człowieka krwią Chrystusa, Nowego Adama, który stał się człowiekiem, aby zbawić rodzaj ludzki. 
W zestawie znaków Unicode krzyż prawosławny jest oznaczony kodem U+2626 (☦).

## Galeria

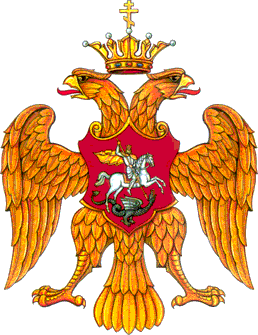
Herb Rosji z pieczęci Iwana IV, 1577
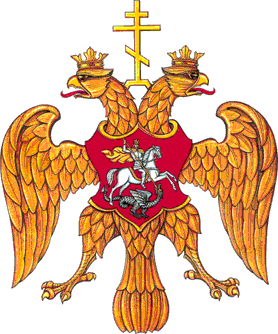
Herb Rosji z pieczęci Fiodora I, 1589
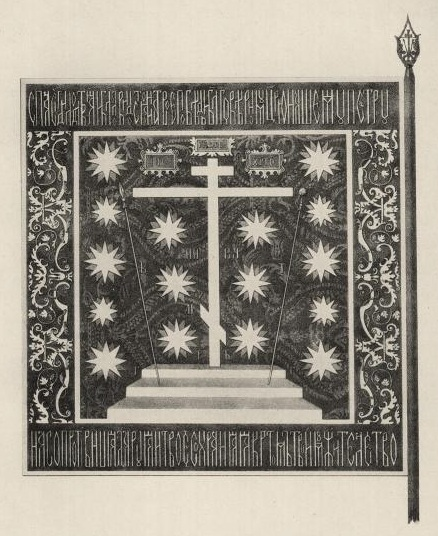
Rosyjska flaga wojskowa, 1696—1699
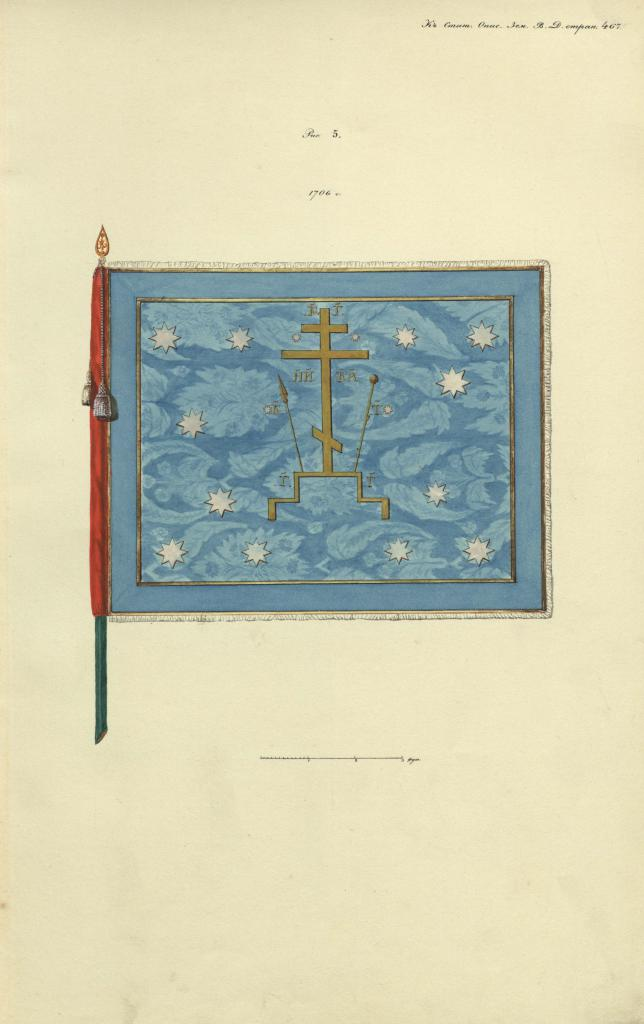
Rosyjska flaga wojskowa, 1706
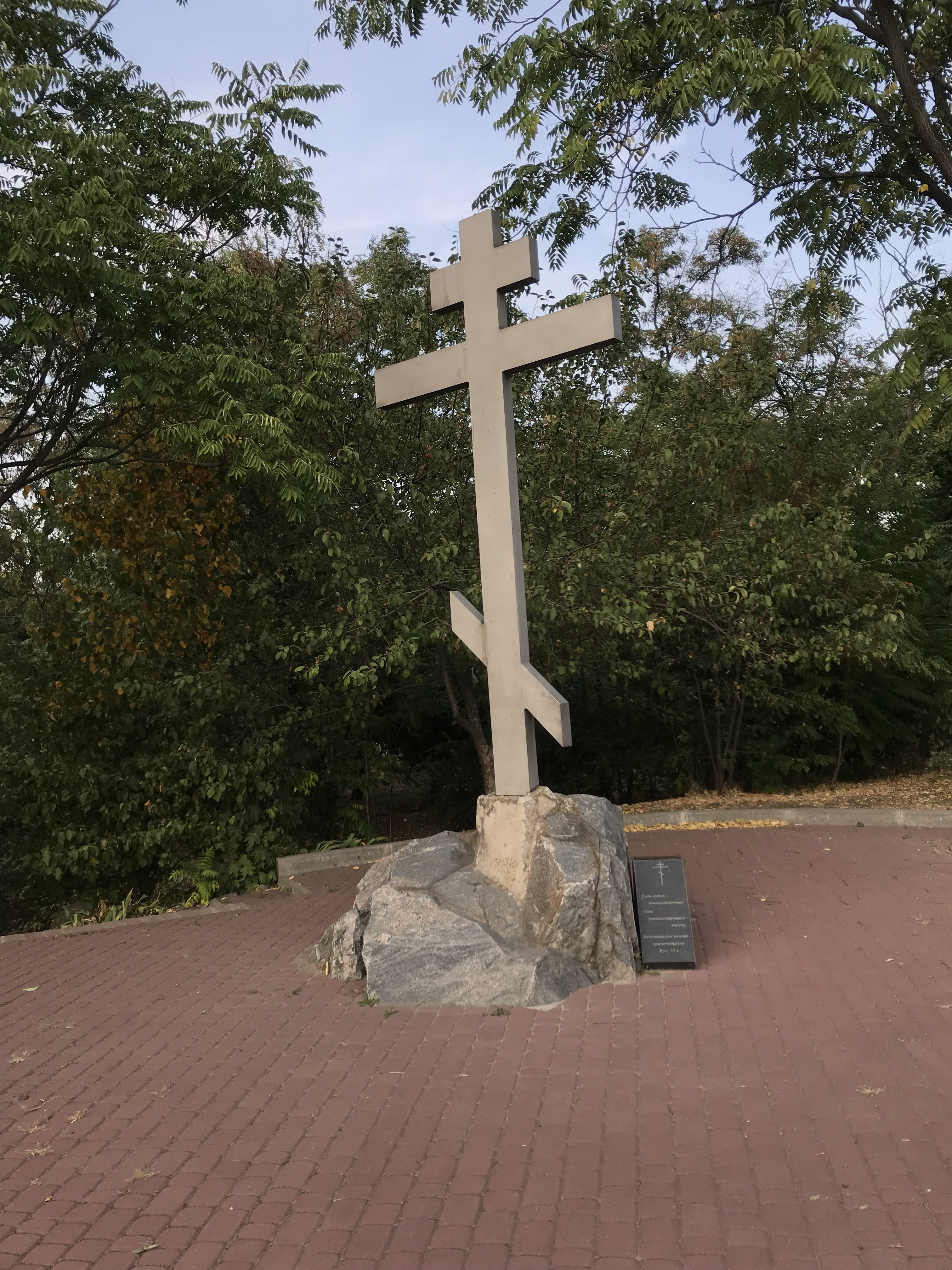